# Emirados Árabes Unidos nos Jogos Olímpicos de Verão de 2020
Os Emirados Árabes Unidos estão representados nos Jogos Olímpicos de Verão de 2020 por cinco desportistas masculinos que competem em quatro desportos. O responsável pela equipa olímpica é o Comité Olímpico Nacional dos Emirados Árabes Unidos, bem como as federações desportivas nacionais da cada desporto com participação.
O portador da bandeira na cerimónia de abertura foi o nadador Yusuf Almatrushi.